# Annamaria Quaranta
Annamaria Quaranta est une ancienne joueuse de volley-ball italienne née le 19 octobre 1981 à Manduria. Elle mesure 1,84 m et jouait au poste de réceptionneuse-attaquante. Elle a totalisė 8 sélections en équipe d'Italie.

## Clubs
| Club                    | Pays   | De        | À         |
| ----------------------- | ------ | --------- | --------- |
| Amatori Volley Bari     | Italie | 1994-1995 | 1995-1996 |
| Tempesta Volley Taranto | Italie | 1996-1997 | 1999-2000 |
| Figurella Firenze       | Italie | 2000-2001 | 2000-2001 |
| Icot Forlì              | Italie | 2001-2002 | 2001-2002 |
| Robursport Pesaro       | Italie | 2002-2003 | 2002-2003 |
| Pallavolo Corridonia    | Italie | 2003-2004 | 2003-2004 |
| Original Marines Arzano | Italie | 2004-2005 | 2005-2006 |
| Virtus Roma             | Italie | 2006-2007 | 2006-2007 |
| Castellana Grotte       | Italie | 2007-2008 | 2008-2009 |
| Sirio Perugia           | Italie | 2009-2010 | 2010-2011 |
| Volley Bergamo          | Italie | 2011-2012 | 2011-2012 |

## Palmarès
- Coupe d'Italie A2
  - Vainqueur : 2003, 2003.
- Supercoupe d'Italie
  - Vainqueur : 2011